# Siamesischer Bürgerkrieg 1610–1612
Zu Beginn des 17. Jahrhunderts verließen viele Japaner ihr Land auf der Flucht vor dem tyrannischen Tokugawa-Shogunat. Sie ließen sich in Kambodscha und in Siam nieder. Unter Yamada Nagamasa († 1632) wurden viele als Palastwachen in Ayutthaya angestellt und konnten sich in dieser Funktion vielfach auszeichnen.

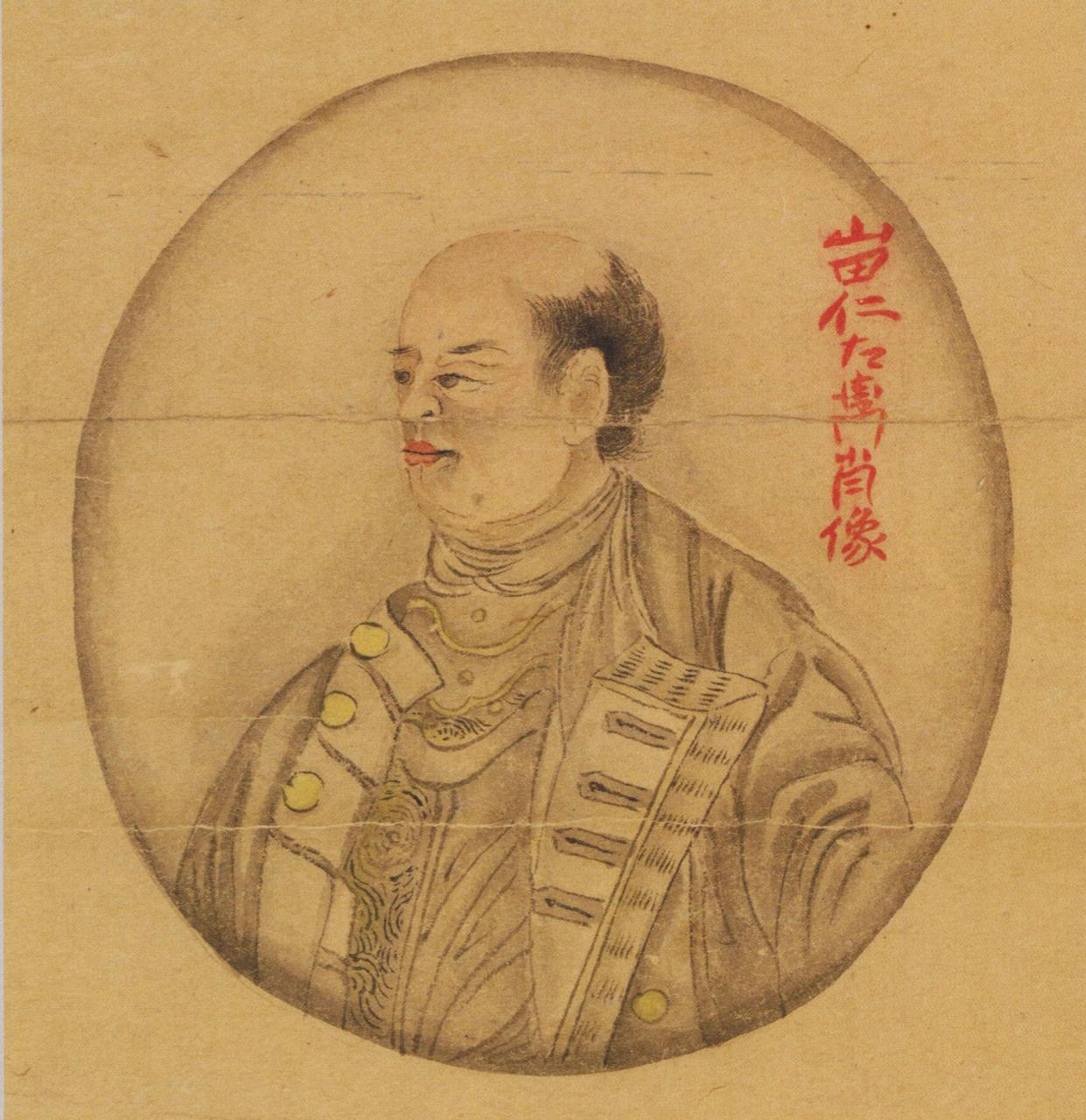
Yamada Nagamasa (1590 bis 1632)

Im Jahr 1610 folgte Songtham (Intharadscha II.; † 1628) dem kinderlosen Ekathotsarot (reg. 1605 bis 1610) auf den Thron Siams. Daraufhin rebellierten die japanischen Palastwachen, da sie einen anderen Thronanwärter unterstützten. Laotische Truppen aus dem Norden Siams kamen ihnen zu Hilfe, doch hatten sie offensichtlich ihre eigenen Interessen in Siam. Die Laoten nahmen die Stadt Lop Buri, woraufhin Songtham seine Truppen sammelte, um die Laoten zu vertreiben. Dies stachelte eine erneute Rebellion der Japaner an, die Songtham jedoch niederschlagen konnte. Er erkannte allerdings, dass eine Einigung mit den Japanern in seinem Interesse lag; infolgedessen beließ er sie in ihrer Funktion, allerdings nach deren Aufgabe der Festung in Phetchaburi.